# Baranów Sandomierski (gmina)

Logo miasta i gminy

Baranów Sandomierski (daw. gmina Baranów) – gmina miejsko-wiejska w województwie podkarpackim, w powiecie tarnobrzeskim. W latach 1975–1998 gmina położona była w województwie tarnobrzeskim.
Siedziba władz gminy to miasto Baranów Sandomierski.
Według danych z 31 grudnia 2010 gminę zamieszkiwało 12 066 osób.

## Geografia
Przez gminę przepływa rzeka Wisła, gmina jest położona na nizinie. Leży w Kotlinie Sandomierskiej. Najwyższym wzniesieniem gminy jest sztuczna Zwałka Dąbrowicka, a najwyższym naturalnym wzniesieniem w gminie jest znajdująca się w pobliżu Suchorzowa Łysa Góra (186 metrów nad poziomem morza). W gminie znajdują się Stawy Krasiczyńskie, częściowo objęte ochroną w ramach sieci Natura 2000. W gminie znajduje się użytek ekologiczny Wiślisko pod kopcem oraz część obszaru Natura 2000 Tarnobrzeska Dolina Wisły. W pobliżu wielu rzek znajdujących się w gminie wybudowano wały usypane na wysokość od 5 do 7 metrów. Dawniej na tym terenie znajdowała się Puszcza Sandomierska. Oprócz Wisły przez gminę przepływają między innymi: Babulówka, Trześniówka, Dąbrówka, Kaczówka, Koniecpólka, Mokrzyszówka, Smarkata oraz Łuczek. Na terytorium gminy znajdują się złoża siarki.

## Historia
24 marca 1938 przyznano staroście tarnobrzeskiemu Tadeuszowi Lenowi honorowe obywatelstwo gminy.
1 października 1976 do gmina Baranów Sandomierski włączono obszar sołectwa Nagnajów ze zniesionej gminy Tarnobrzeg. 1 stycznia 1992 Nagnajów włączono do Tarnobrzega.

## Struktura powierzchni
Według danych z roku 2002 gmina Baranów Sandomierski ma obszar 121,86 km², w tym:
- użytki rolne: 60%
- użytki leśne: 21%

Gmina stanowi 23,43% powierzchni powiatu.

## Demografia

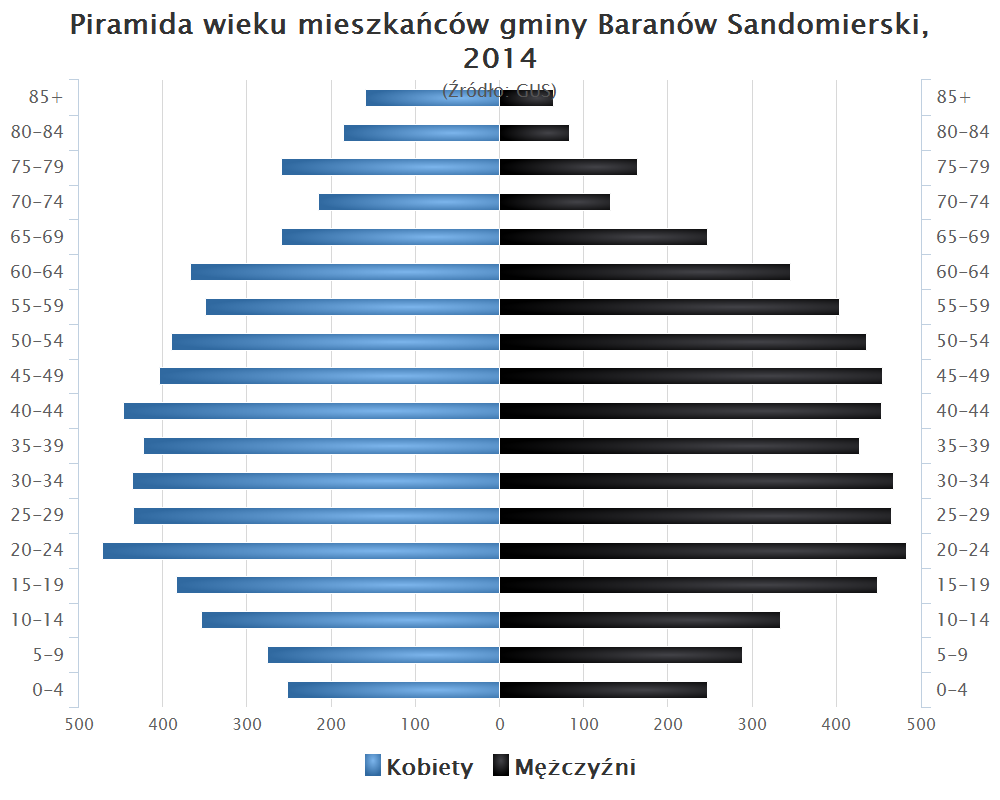
Piramida wieku mieszkańców gminy Baranów Sandomierski w 2014 roku. ludn

Liczba ludności (dane z 31 grudnia 2010):
|        | Ogółem | Ogółem | Kobiety | Kobiety | Mężczyźni | Mężczyźni |
| osób   | %      | osób   | %       | osób    | %         |           |
| ------ | ------ | ------ | ------- | ------- | --------- | --------- |
| Ogółem | 12 066 | 100    | 6092    | 50,49   | 5974      | 49,51     |
| Miasto | 1423   | 11,79  | 716     | 5,93    | 707       | 5,86      |
| Wieś   | 10 643 | 88,21  | 5376    | 44,55   | 5267      | 43,65     |

▶Wieś vs ▶miasto
Ogółem (▶k, ▶m)
Miasto (▶k, ▶m)
Wieś (▶k, ▶m)

## Budżet
Rysunek 1.1 Dochody ogółem w GiM Baranów Sandomierski w latach 1995-2010 (w zł)
| WYSZCZEGÓLNIENIE               | J. m. | ROK         | ROK         | ROK          | ROK          | ROK          | ROK          | ROK          | ROK          | ROK          | ROK          | ROK          | ROK           | ROK           | ROK           | ROK           | ROK           |
| WYSZCZEGÓLNIENIE               | J. m. | 1995        | 1996        | 1997         | 1998         | 1999         | 2000         | 2001         | 2002         | 2003         | 2004         | 2005         | 2006          | 2007          | 2008          | 2009          | 2010          |
| ------------------------------ | ----- | ----------- | ----------- | ------------ | ------------ | ------------ | ------------ | ------------ | ------------ | ------------ | ------------ | ------------ | ------------- | ------------- | ------------- | ------------- | ------------- |
| Dochody ogółem                 | zł    | 4 355 582,- | 8 170 405,- | 10 991 369,- | 13 867 714,- | 12 825 443,- | 13 513 684,- | 14 708 029,- | 16 154 020,- | 16 553 555,- | 17 530 525,- | 20 810 179,- | 22 851 257,83 | 24 874 563,41 | 28 228 173,73 | 28 159 205,90 | 39 518 113,40 |
| ZNAK                           | ±     | +           | -           | -            | +            | -            | +            | -            | +            | -            | +            | -            | +             | -             | +             | +             | -             |
| Deficyt/nadwyżka budżetowy(-a) | zł    | 825 797,-   | 292 451,-   | 396 590,-    | 304 896,-    | 296 356,-    | 251 584,-    | 191 702,-    | 522 999,-    | 838 414,-    | 1 168 175,-  | 1 128 199,-  | 1 311 044,94  | 1 171 477,20  | 48 567,98     | 1 748 462,76  | 516 240,05    |
| ZNAK                           | Σ     | =           | =           | =            | =            | =            | =            | =            | =            | =            | =            | =            | =             | =             | =             | =             | =             |
| Wydatki ogółem                 | zł    | 5 181 379,- | 7 877 954,- | 10 594 779,- | 14 172 610,- | 13 121 799,- | 13 765 268,- | 14 516 327,- | 16 677 019,- | 15 715 141,- | 18 698 700,- | 19 681 980,- | 24 162 302,77 | 23 703 086,21 | 28 276 741,71 | 29 907 668,66 | 39 001 873,35 |

 Rysunek 1.2 Wydatki ogółem w GiM Baranów Sandomierski w latach 1995-2010 (w zł)

Według danych z roku 2010 średni dochód na mieszkańca wynosił 3 275,16 zł (tj. — stan na 31 XII; przy 3 278,42 zł w zestawieniu na 30 VI); jednocześnie średnie wydatki na mieszkańca kształtowały się na poziomie 3 232,38 zł (tj. — stan na 31 XII; przy 3 235,60 zł w zestawieniu na 30 VI).

## Sport
Na terenie gminy działają następujące seniorskie kluby piłkarskie występujące w rozgrywkach ligowych: LZS Kolejarz Knapy, KS Lasowiak Wola Baranowska, LZS Strzelec Dąbrowica oraz KS Wisan Skopanie. Dwa ostatnie grają aktualnie (sezon 2022/2023) w stalowowolskiej klasie A, w grupie I. Oprócz tego na terenie gminy działa Gminna Akademia Sportu; działające sekcje:
- lekkoatletyka
- piłka nożna
- kajakarstwo

## Sołectwa
Dąbrowica, Durdy, Dymitrów Duży, Dymitrów Mały, Kaczaki, Knapy, Marki, Siedleszczany, Skopanie (sołectwa: Skopanie Osiedle i Skopanie Wieś), Suchorzów, Ślęzaki, Wola Baranowska.

## Sąsiednie gminy
Cmolas, Łoniów, Majdan Królewski, Nowa Dęba, Osiek, Padew Narodowa, Tarnobrzeg, Tuszów Narodowy